# Eidsvold (Australia)
Eidsvold – miasto w Australii, w stanie Queensland.